# Office parlementaire d'évaluation des choix scientifiques et technologiques
Histoire
Cadre
Bureau
L’Office parlementaire d’évaluation des choix scientifiques et technologiques (OPECST), communément appelé « l’Office parlementaire » ou plus simplement « l’Office », est une délégation parlementaire commune à l’Assemblée nationale et au Sénat créée en 1983.
Il a pour mission d’informer le Parlement des conséquences des choix à caractère scientifique et technologique afin d’éclairer ses décisions. À cette fin, il recueille des informations, met en œuvre des programmes d’études et procède à des évaluations. Situé à l’interface entre le monde politique et le monde de la recherche, il joue le rôle d’interlocuteur reconnu par l’ensemble de la communauté scientifique. Il a ainsi noué un partenariat avec l’Académie des sciences et a des contacts réguliers avec les autres académies et les grands organismes de recherche.

## Statuts
L’OPECST est créé par la loi no 83-609 du 8 juillet 1983, qui dispose que l'Office doit « informer le Parlement des conséquences des choix à caractère scientifique et technologique, afin, notamment, d'éclairer ses décisions. » C'est le premier organe commun à l'Assemblée nationale et au Sénat.
L’OPECST est composé de dix-huit députés et de dix-huit sénateurs, désignés de façon à assurer une représentation proportionnelle des groupes politiques. À cette fin, ces députés et sénateurs sont désignés par leur groupe politique et non cooptés par les membres de l’Office. Cela lui assure une ouverture à toutes les sensibilités politiques.
L'Office est présidé, de façon alternative, par un membre de l’une ou l’autre assemblée pour une durée de trois ans, le premier vice-président appartenant à l’autre assemblée.
Il est doté d'un conseil scientifique de 24 personnalités de très haut niveau, choisies en raison de leurs compétences sur les questions scientifiques et technologiques.

## Thématiques abordées
Les problèmes abordés par l'OPECST se sont répartis en cinq grands thèmes : 
- l'énergie et la politique énergétique ;
- l'environnement et les risques naturels ;
- les nouvelles technologies[5] ;
- les sciences de la vie (bioéthique, santé, etc.) et les biotechnologies (OGM, biologie de synthèse, etc.) ;
- la politique de recherche et d'innovation et l'interface science & société.

Certains dossiers ont été reconduits plusieurs années de suite, par exemple ceux liés à l'énergie nucléaire et la gestion des déchets par l'évaluation régulière du Plan national de gestion des matières et déchets radioactifs (PNGMDR).
D'autres ont demandé l'actualisation d'un précédent rapport de l'Office (semi-conducteurs, télévision à haute définition numérique, etc.).
Depuis quelques années[Quand ?], l'Office traite également des thématiques d'actualité par une audition publique ouverte à la presse, méthode plus flexible qu'un rapport (qui prend généralement une année) et qui permet de réunir rapidement tous les acteurs concernés, par exemple, en 2013, sur « Les greffes d'organes : les prélèvements sur donneurs décédés après arrêt cardiaque » ou, en 2014, sur « Pêches maritimes : comment concilier exploitation et préservation des ressources halieutiques ».
Depuis 2020, l'évolution du droit de pétition en France — à la suite d'un groupe de travail parlementaire consacré à la démocratie numérique — l'Opecst doit se saisir en cas de pétition en ligne portant sur un sujet de sa compétence signée par au moins 100 000 personnes sur les plateformes du Sénat et de l'Assemblée nationale.

### Rapports publiés du1erjanvier 2017au30 juin 2018
- mars 2017 : Pour une intelligence artificielle maîtrisée, utile et démystifiée, rapport de Claude de Ganay, député, et Dominique Gillot, sénatrice
- mars 2017 : L'évaluation du Plan national de gestion des matières et déchets radioactifs 2016-2018, rapport de Christian Bataille, député, et Christian Namy, sénateur
- mars 2017 : La sûreté des équipements sous pression nucléaire, rapporteurs Jean-Yves Le Déaut, député, et Bruno Sido, sénateur
- mars 2017 : L'apport de l'innovation et de l'évaluation scientifique et technologique à la mise en œuvre des décisions de la COP21, rapporteurs Jean-Yves Le Déaut, député, et Bruno Sido, sénateur
- mars 2017 : L'évaluation de la stratégie nationale de recherche en énergie, rapport Anne-Yvonne Le Dain, députée
- mars 2017 : L'évaluation de la stratégie nationale de recherche « France Europe 2020 », rapporteurs Jean-Yves Le Déaut, député, et Bruno Sido, sénateur
- avril 2017 : Les enjeux économiques, environnementaux, sanitaires et éthiques des biotechnologies à la lumière des nouvelles pistes de recherche, rapport de Jean-Yves Le Déaut député, et Catherine Procaccia sénateur
- février 2018 : Les enjeux des compteurs communicants, rapport de Cédric Villani et Célia de Lavergne, députés, et Gérard Longuet, sénateur
- février 2018 : Les algorithmes au service de l'action publique : le cas du portail admission post-bac, rapport de Cédric Villani, député, et Gérard Longuet, sénateur
- juin 2018 : Comprendre les blockchains : fonctionnement et enjeux de ces nouvelles technologies, rapport de Valéria Faure-Muntian et Claude de Ganay, députés et Ronan Le Gleut, sénateur
- juillet 2018 : Quelle prise en compte de l'hypersensibilité électromagnétique ? rapport de Cédric Villani, député, et de Gérard Longuet, sénateur

## Mission sur la sécurité nucléaire, la place de la filière et son avenir
En mars 2011, l’Office parlementaire d’évaluation des choix scientifiques et technologiques (OPECST), alors présidé par Claude Birraux, député (UMP Haute-Savoie), a été saisi conjointement par le Bureau de l’Assemblée nationale et par la commission de l’Économie, du développement durable et de l’aménagement du territoire du Sénat, à la suite des évènements de Fukushima, d’une étude sur « la sécurité nucléaire, la place de la filière nucléaire et son avenir ».
La mission parlementaire constituée à cette fin associe aux membres de l’Office, huit députés et huit sénateurs des commissions compétentes au sein des deux assemblées.
Au cours de sa réunion du 30 mars 2011, l’Office a nommé deux rapporteurs chargés de cette étude :
- Christian Bataille (SOC., Nord), député ;
- Bruno Sido (UMP, Haute-Marne), alors premier vice-président de l’Office, sénateur.

Les travaux de la mission parlementaire s’appuient sur des auditions ouvertes à la presse, organisées par thème.
Lors de sa première réunion du 14 avril 2011, la mission parlementaire a arrêté un programme de travail : auditions ouvertes à la presse, déplacements sur des sites nucléaires, déplacements à l'étranger (Allemagne, Japon). Deux contrôles inopinés, à la centrale de Paluel (de nuit) et à la centrale du Blayais, ont également été effectués.
- Un premier rapport d’étape[12], consacré à la sécurité nucléaire en France, a été présenté le 30 juin, et avance une vingtaine de recommandations selon 7 grandes thématiques[13].
- Le rapport final[14] préconise une « trajectoire raisonnée » pour l'avenir de la filière.

La stratégie de long terme proposée permettrait un ajustement optimal de chaque filière, et une réduction progressive, en parallèle de la maturation des technologies de stockage qui permettront de gérer l'intermittence des énergies renouvelables sans accroître les émissions de CO2, de la part du nucléaire dans la production d’électricité française.
La part de la production nucléaire passerait ainsi d’environ 75 % aujourd’hui à « 50 ou 60 % vers 2050 », par le non-remplacement d'un réacteur sur deux en fin de vie, au profit de réacteurs EPR. La décision de fermeture d'un réacteur serait laissée à l'ASN, dont la nécessaire indépendance est soulignée.
L'OPECST propose également un basculement, pendant la deuxième partie du XXIe siècle, vers la IVe génération, à nouveau au rythme de non-remplacement d'un réacteur sur deux. La part de production électronucléaire passerait ainsi, vers 2100, à 30 % des capacités totales actuelles. La France profiterait alors, d'une part des réserves d'uranium appauvri et de plutonium qu'elle aura accumulées lui permettant de renforcer son indépendance énergétique, et d'autre part de réacteurs de IVe génération pour optimiser le cycle aval de la filière (déchets nucléaires).

## Controverses
L'indépendance de l'OPECST sur les questions liées au nucléaire a longtemps été mise en doute par les écologistes, dont Michèle Rivasi, députée apparentée socialiste de la Drôme de 1998 à 2002 et fondatrice de la CRIIRAD, qui affirme avoir eu beaucoup de difficultés à être admise à siéger au sein de l'office et a déclaré notamment : « On n'imagine pas à quel point le lobby nucléaire imprègne les travaux de l'Office. »
Toutefois, la mise en place d'un plan national de gestion des déchets radioactifs permettant d'améliorer la lisibilité et l'efficacité globale des initiatives des pouvoirs publics et des différents exploitants, proposition centrale du rapport de Michèle Rivasi relatif aux conséquences du stockage des déchets nucléaires sur la santé, a été mise en œuvre. En effet, à la suite de son rapport, la loi de 2006 dite « loi Birraux » a créé un cadre juridique à la mise en place d'un Plan national de gestion des matières et des déchets radioactifs (PNGMDR). Le premier PNGMDR est paru en 2007, et le deuxième en 2010.
De plus, l'évaluation du deuxième PNGMDR par l'Office parlementaire, en janvier 2011, intitulée « Déchets nucléaires : se méfier du paradoxe de la tranquillité »,, émet des critiques sur l'attitude de certains acteurs de l'industrie nucléaire,.
En 2021, le physicien et ingénieur Sébastien Point dénonce les recommandations formulées par l'OPECST, alors présidé par le mathématicien et député Cédric Villani, de reconnaître l'intérêt de la géobiologie pour traiter certaines problématiques sanitaires du monde agricole, en dépit de sa nature pseudo-scientifique et des risques de dérives sectaires et  d’exercice illégal de la médecine que cette pratique pose, selon lui. Le physicien qualifie la géobiologie de « réseau charlatanesque » et de « business juteux qui semble trouver des relais politiques ».
En mars 2022, l'Office publie un rapport de Pierre Henriet, Laure Darcos et Pierre Ouzoulias intitulé « Pour une science ouverte réaliste, équilibrée et respectueuse de la liberté académique ». Le rapport dénonce le caractère militant de la politique publique en faveur de la science ouverte, et demande son rééquilibrage en faveur des éditeurs privés. Le rapport est qualifié de consternant par le mathématicien Frédéric Hélein.

## Composition de l'Office parlementaire 2017 - 2022
L'Office se compose ainsi au 21 juin 2022 :
| Fonction               | Nom                 | Mandat    | Groupe politique                             |
| ---------------------- | ------------------- | --------- | -------------------------------------------- |
| Président              | Cédric Villani      | Député    | Non-inscrit                                  |
| Premier Vice-Président | Gérard Longuet      | Sénateur  | Les Républicains                             |
| Vice-Président         | Didier Baichère     | Député    | La République en Marche                      |
| Vice-Président         | Jean-Luc Fugit      | Député    | La République en Marche                      |
| Vice-Président         | Patrick Hetzel      | Député    | Les Républicains                             |
| Vice-Présidente        | Sonia de La Provôté | Sénatrice | Union Centriste                              |
| Vice-Présidente        | Angèle Préville     | Sénatrice | Groupe Socialiste, Écologiste et Républicain |
| Vice-Présidente        | Catherine Procaccia | Sénatrice | Les Républicains                             |

Autres membres de l'Office :
- Julien Aubert, député
- Philippe Bolo, député
- Émilie Cariou, députée
- Laure Darcos, sénatrice
- Annie Delmont-Koropoulis, sénatrice
- Jean-François Eliaou, député
- Valéria Faure-Muntian, députée
- Claude de Ganay, député
- Thomas Gassilloud, député
- Anne Genetet, députée
- André Guiol, sénateur
- Ludovic Haye, sénateur
- Olivier Henno, sénateur
- Pierre Henriet, député
- Antoine Herth, député
- Annick Jacquemet, sénatrice
- Bernard Jomier, sénateur
- Florence Lassarade, sénatrice
- Ronan Le Gleut, sénateur
- Jean-Paul Lecoq, député
- Gérard Leseul, député
- Franck Menonville, sénateur
- Michelle Meunier, sénatrice
- Pierre Ouzoulias, sénateur
- Stéphane Piednoir, sénateur
- Loïc Prud'homme, député
- Bruno Sido, sénateur
- Huguette Tiegna, députée

## Composition de l'Office parlementaire 2022 -
L'Office se compose ainsi au 9 juin 2024 :
| Fonction               | Nom                 | Mandat    | Groupe politique                             |
| ---------------------- | ------------------- | --------- | -------------------------------------------- |
| Président              | Cédric Villani      | Député    | Non-inscrit                                  |
| Premier Vice-Président | Gérard Longuet      | Sénateur  | Les Républicains                             |
| Vice-Président         | Didier Baichère     | Député    | La République en Marche                      |
| Vice-Président         | Jean-Luc Fugit      | Député    | La République en Marche                      |
| Vice-Président         | Patrick Hetzel      | Député    | Les Républicains                             |
| Vice-Présidente        | Sonia de La Provôté | Sénatrice | Union Centriste                              |
| Vice-Présidente        | Angèle Préville     | Sénatrice | Groupe Socialiste, Écologiste et Républicain |
| Vice-Présidente        | Catherine Procaccia | Sénatrice | Les Républicains                             |

Autres membres de l'Office :
- Christine Arrighi, députée
- Arnaud Bazin, sénateur
- Philippe Berta, député
- Martine Berthet, sénatrice
- Philippe Bolo, député
- Alexandra Borchio-Fontimp, sénatrice
- Maud Bregeon, députée
- Patrick Chaize, sénateur
- Hendrik Davi, député
- Olga Givernet, députée
- André Guiol, sénateur
- Ludovic Haye, sénateur
- Olivier Henno, sénateur
- Sonia de la Provôté, sénatrice
- Maxime Laisney, député
- Aurélien Lopez-Liguori, député
- Corinne Narassiguin
- Yannick Neuder, député
- Pierre Ouzoulias, sénateur
- Jean-François Portarrieu, député
- Mereana Reid Arbelot, députée
- Alexandre Sabatou, député
- Daniel Salmon, sénateur
- Bruno Sido, sénateur
- Jean-Philippe Tanguy, député
- Huguette Tiegna, députée
- Michaël Weber, sénateur

## Composition du conseil scientifique
(Mise à jour : juillet 2017. À noter que, depuis le début de la XVe législature, la composition de l'Office parlementaire a été modifiée, impliquant le renouvellement du conseil scientifique.)
La liste des membres n'étant pas encore définie en juillet 2017, la liste ci-dessous est en date de novembre 2016 :
- Madeleine Akrich, directrice de recherche au centre de sociologie de l'innovation de l'École nationale supérieure des Mines de Paris, spécialiste de la sociologie des techniques à l'Institut interdisciplinaire de l'innovation (i3)
- Alain Aspect, professeur à l'École polytechnique et à l'Institut d'optique, directeur de recherche au CNRS, membre de l'Académie des sciences et de l'Académie des technologies
- Hélène Bergès, directrice du Centre national de ressources génomiques végétales, INRA-CNRGV
- Monsef Benkirane, directeur de l'Institut de génétique humaine - CNRS, laboratoire de virologie moléculaire, département Bases moléculaires de pathologies humaines à Montpellier
- Gérard Berry, informaticien, professeur au Collège de France, chaire algorithme, machines et langages, membre de l'Académie des sciences et de l'Académie des technologies
- Gérald Bronner, professeur de sociologie à l’Université Paris-Diderot, membre de l’Institut universitaire de France
- Jean-Pierre Gattuso, directeur de recherche au CNRS, Laboratoire d’océanographie de Villefranche-sur-Mer
- Jean-Luc Imler, directeur de l’unité de recherche « Réponse immunitaire et développement chez les insectes », chef de groupe « Réactions antivirales », membre de l’Institut de France
- Stéphane Mangin, professeur de physique, Université de Lorraine, Institut Jean Lamour –CNRS, membre de l'Institut universitaire de France
- Patrick Netter, professeur des universités, praticien hospitalier de pharmacologie, ancien directeur scientifique du département Sciences du vivant au CNRS - Physiopathologies et pharmacologie articulaires, directeur du pôle Biologie médecine santé (BMS) à l'université de Lorraine, membre de l'Académie nationale de médecine
- Olivier Oullier, professeur à l’université d’Aix-Marseille, Fédération de recherche CNRS « Comportement, cerveau et cognition » et Laboratoire de psychologie cognitive
- Antoine Petit, professeur des universités, président directeur général du CNRS
- José-Alain Sahel, directeur de l'Institut de la vision, maladies rares « Dystrophies maladies rétiniennes héréditaires », membre de l'Académie des sciences et de l’Académie des technologies
- Marc Sciamanna, professeur à CentraleSupélec, campus de Metz, directeur adjoint du Laboratoire matériaux optiques, photonique et systèmes (LMOPS), titulaire de la chaire Photonique, professeur associé à Georgia Institute of Technology (États-Unis)
- Guy Vallancien, ancien professeur d'urologie à l'université Paris-Descartes, membre de l'Académie nationale de médecine et de l'Académie nationale de chirurgie
- Marcel Van de Voorde, professeur à l’Université technologique de Delft, Pays-Bas
- Christine Clerici, présidente de l'université Paris-Diderot, membre du conseil d'administration de la Conférence des présidents d'université (CPU)
- Marie-Anne Félix, professeur à l'Institut de biologie de l'École normale supérieure (IBENS)
- Claudie Haigneré,  première femme européenne spationaute, conseiller spécial du directeur général de l’Agence spatiale européenne (ESA), membre de l’Académie des technologies
- Astrid Lambrecht, directrice de recherche au CNRS, laboratoire Kastler Brossel, directrice adjointe scientifique de l'Institut de physique du CNRS (INP/CNRS)
- Valérie Masson-Delmotte, directrice de recherche au Laboratoire des sciences du climat et de l’environnement (LSCE), CEA, autrice du Groupe d'experts intergouvernemental sur l'évolution du climat (GIEC)
- Dominique Meyer, membre de l’Académie des sciences, professeur émérite à l’Université Paris XI
- Virginie Tournay[31], directrice de recherche au CNRS, Centre de recherches politiques de Sciences Po (CEVIPOF)
- Sophie Ugolini, directrice de recherche Inserm au Centre d'immunologie de Marseille-Luminy (CIML)